# أولاد ملوك (الزعريين)
أولاد ملوك هو دُوَّار يقع بجماعة سيدي يحيى زعير، عمالة الصخيرات تمارة، جهة الرباط سلا القنيطرة في المملكة المغربية. ينتمي الدوّار لمشيخة الزعريين التي تضم 3 دواوير. يقدر عدد سكانه بـ 1645 نسمة حسب الإحصاء الرسمي للسكان والسكنى لسنة 2004.

## روابط خارجية
- البوابة الوطنية للجماعات الترابية
- المندوبية السامية للتخطيط